# Pałac w Piekarach
Pałac w Piekarach – pałac znajdujący się w powiecie krakowskim, w gminie Liszki, w Piekarach.
Obecny pałac wybudowano na miejscu wcześniejszego dworu należącego do rodziny Żeleńskich. Majątek po matce Antoninie z Żeleńskich odziedziczył Alfred Milieski i w latach 1857–1865 wybudował XIX-wieczny we włoskim stylu neogotyckim z elementami neorenesansu zespół pałacowo-parkowy według projektu Filipa Pokutyńskiego. Pałac ma kilka małych wieżyczek, które są elementami architektonicznymi i jedną ośmioboczną wieżę widokową do której można było wejść z każdej kondygnacji budynku. Pierwsi właściciele w tej wieży trzymali najcenniejsze przedmioty i kosztowności. W 1934 Witold Milieski mając olbrzymie długi powstałe w wyniku hulaszczego życia jego synów sprzedał majątek rodzinie Braunów. W latach II wojny światowej pałac był siedzibą władz niemieckich, na mocy reformy rolnej z 1944 po wojnie majątek Braunów upaństwowiono pierwotnie mieściła się w pałacu szkoła, a później szpital. W 1995 gmina Liszki sprzedała pałac osobom prywatnym z naruszeniem jak się okazało prawa, spadkobiercy poprzednich właścicieli rodzina Braunów zaskarżyła tę decyzję do sądu toczy się ona przed sadem w Krakowie do dziś.
Obiekt wraz z zabudowaniami dworskimi pozostałościami spichlerza i oranżerii i parkiem wpisany został do rejestru zabytków nieruchomych województwa małopolskiego.

## Kalendarium
- 1857: Alfred Milieski pierwszym właścicielem Pałacu[2]
- 1908–1934: właścicielem jest syn Alfreda Witold Milieski
- 1934–1939: własność rodziny Braunów
- 1939–1945: siedziba okupantów niemieckich
- 1945–1953: siedziba Technikum Zielarskiego
- 1957–1993: własność przejął Szpital Specjalistyczny im. dr Józefa Babińskiego
- 1995: pałac został sprzedany, sprawa jednak trafiła do sądu[3]

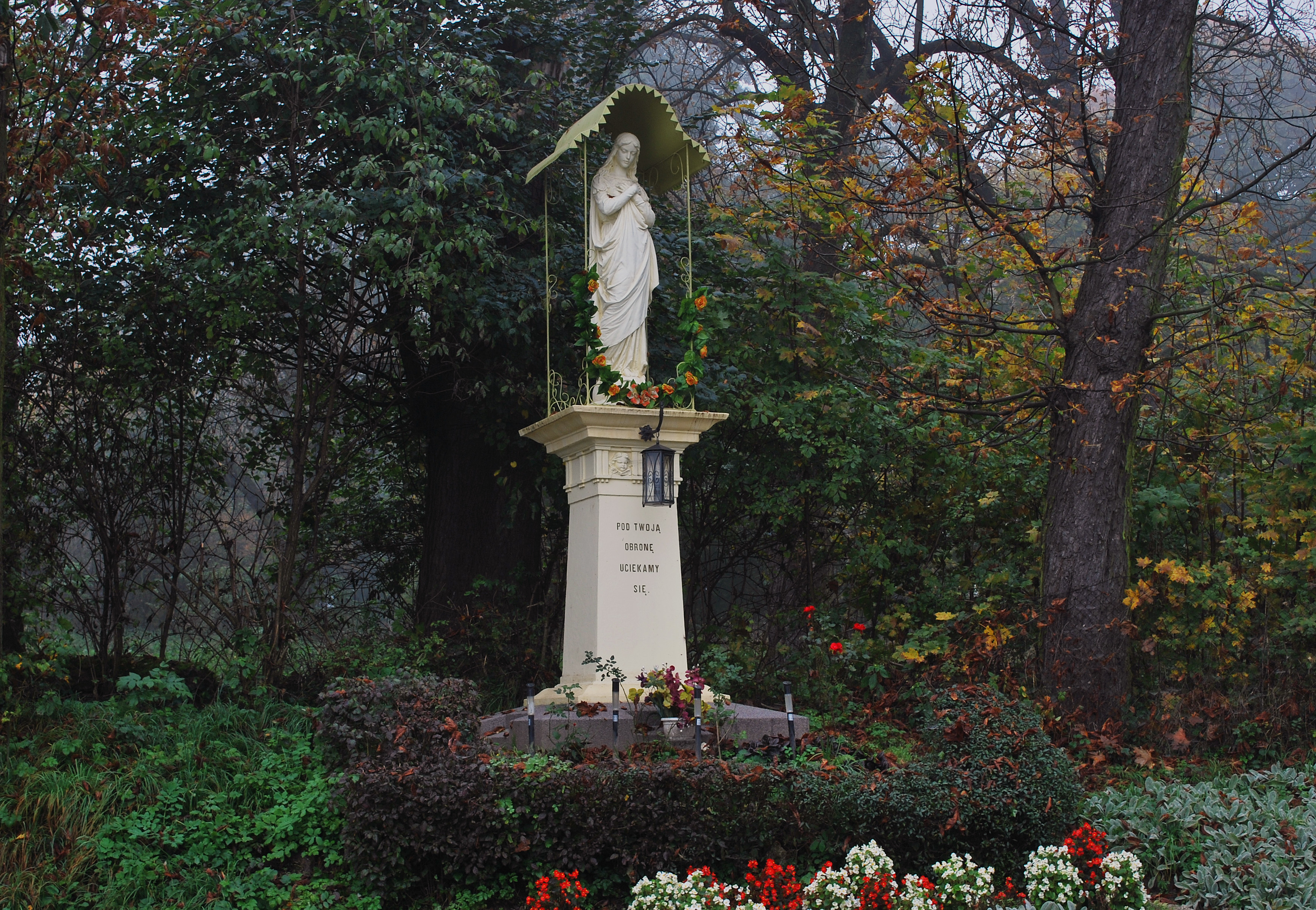
Zabytkowa figura maryjna przy wjeździe do posiadłości